# SN 1967H
SN 1967H – supernowa typu II odkryta 1 lipca 1967 roku w galaktyce NGC 4254. W momencie odkrycia miała maksymalną jasność 14,00m.